# Markus Welser
Markus Welser (Augsburgo, 20 de junho de 1558 – Augsburgo, 23 de junho de 1614) foi um humanista, historiador, editor e burgomestre de Augsburgo.  

## Biografia
Filho de Hans Lucas Welser III (1531-1610) e irmão de Anton III (1551-1618), Matthäus (1553-1633) e Paulus Welser (1555-1620).  Dos 10 aos 13 anos foi estudar Direito em Pádua, depois em Paris, além de ter passado vários anos em Roma, onde frequentou a Accademia dei Lincei   e permaneceu mais de 26 anos em Veneza.  Aqui ele terminou os seus estudos e se tornou cônsul da administração alemã do Fondaco dei Tedeschi, onde estava em contato com o círculo de humanistas.  Markus Welser se casou com Anna May em 1583.
Em 1584 retorna para Augsburgo e atua como administrador da cidade, e junto com seu irmão, torna-se responsável pelo serviço de comércio internacional, porém, uma semana depois, seu irmão morre, com suspeitas de suicídio, em razão de uma possível falência nos negócios.  Em 1594 se torna burgomestre da cidade, em 1598 se torna membro do Conselho Privado.  Devido à sua intensa atividade literária Welser se tornou uma das figuras mais importantes do humanismo tardio alemão.  
Em razão disso, formou-se em torno dele, um rico círculo literário, com a participação de outros eruditos tais como: Isaac Casaubon, Galileo Galilei, Joseph Justus Scaliger, Joachim Camerarius, o Jovem (1534-1598) e Christoph Scheiner.  Dentre outras obras, ele escreveu Rerum augustanarum vindelicarum libri octo (1594) sobre a história de sua cidade natal, foi editor e autor de antologias.  
Fundou uma tipografia ad insigne pinus com privilégios imperiais onde trabalhou até a sua morte, e publicou noventa títulos, incluindo obras de antiguidade cristã.  Welser provavelmente foi o iniciador do Programa urbanístico para restauração de Augsburgo, que o arquiteto alemão Elias Holl (1573-1646) iria concretizar somente no século XVI.

## Obras

### Como autor
- Inscriptiones antiquae Augustae Vindelicorum. 1590.
- Rerum Augustanarum Vindelicarum libri VIII. 1594.
- Rerum Boicarum libri V. 1602.

### Como editor
- Tabula Peutingeriana. 1598.
- Conversio et passio St. Afrae. 1591.
- Imagines sanctorum Augustanorum Vindelicorum. 1601.
- Uranometria. 1603.
- Briefe von Christoph Scheiner über die Sonnenflecken. 1612 (Pseudonym: „Apelles latens post tabulam“).